# Norman L. Letvin
Norman Lee Letvin (* 12. Dezember 1949 in Detroit, Michigan; † 28. Mai 2012 in Boston, Massachusetts) war ein US-amerikanischer Immunologe und AIDS-Forscher. Seine Arbeitsgruppe etablierte 1985 das erste nicht-menschliche Primaten-Modell zur Erforschung von HIV, nachdem es Letvin gelungen war, das Simiane Immundefizienz-Virus (SIV) zu isolieren und nachzuweisen, dass es bei indischen Rhesusaffen AIDS-ähnliche Schädigungen des Immunsystems und Todesfälle verursacht.

## Leben
„Norm“ Letwin wuchs in Detroit auf. Seine Eltern, Esther und Albert Letvin bemerkten und unterstützten früh sein musikalisches Talent. Bereits als Kind lernte er Oboe, während seiner Schulzeit spielte er im World Youth Symphony Orchestra als bester Klarinettist. Nach Abschluss der High School wurden ihm im Alter von 17 Jahren zwei Stipendien für angesehene Konservatorien (die Juilliard School und die Curtis Institute of Music) sowie ein drittes Stipendium für das Harvard College zuerkannt. Er entschied sich für die Harvard University, wo er parallel zu seinem Studium der Medizin seine musikalische Ausbildung fortsetzte und 1975 an der Harvard Medical School den akademischen Grad des Doctor of Medicine (M.D.) erwarb. Danach arbeitete er als Arzt an der University of Pennsylvania und am Massachusetts General Hospital.
1978 ging Letwin als Postdoc zurück an der Harvard University, in die Arbeitsgruppe des Immunologen und späteren Nobelpreisträgers Baruj Benacerraf. In einem Nachruf in der Fachzeitschrift Journal of Clinical Investigation hieß es, aus der Zusammenarbeit mit Benacerraf sei Letvins lebenslanges Interesse am Erforschen des Immunsystems, speziell an dessen Einfluss auf das Verhindern von Krankheiten, geweckt worden. 1982 wurde er zum Leiter der neu eingerichteten Abteilung für Immunologie am New England Primate Research Center der Harvard Medical School berufen, verbunden mit einer Professur, die er bis 1994 innehatte. Von 1994 bis zu seinem Tod leitete er die Abteilung für Viruserkrankungen am Beth Israel Deaconess Medical Center der Harvard Medical School.
Im Labor von Baruj Benacerraf untersuchte Letvin den Einfluss von UV-Strahlung auf die Aktivität von antigenpräsentierenden Zellen des Immunsystems und die Beteiligung von T-Lymphozyten an der Immunabwehr. Nachdem er 1982 die Professur am New England Primate Research Center angenommen hatte, widmete er seine Arbeitsgruppe speziell dem Erforschen des Immunsystems von Rhesusaffen. 1985 beschrieb er in der Fachzeitschrift Science seine Entdeckung, dass das Simiane Immundefizienz-Virus bei Rhesusaffen eine AIDS-artige Erkrankung hervorrufen kann – „eine Erkenntnis, die dazu führte, dass dieses Tiermodell die Möglichkeit für das Entwickeln eines Impfstoffes gegen HIV eröffnete.“ Auch in den folgenden Jahren erforschten er und seine Arbeitsgruppen – auf der Suche nach einem Impfstoff – die biologischen Grundlagen der AIDS-Entstehung.
Norman Letwin war seit 1976 mit der Ärztin Marion C. Stein verheiratet, das Paar hatte vier Kinder. Er verstarb im Alter von 62 Jahren, fünf Jahre nach der Erstdiagnose, an Bauchspeicheldrüsenkrebs.

## Belege
1. ↑  Norman Lee Letvin in der Datenbank Find a Grave, abgerufen am 19. November 2023.
2. ↑   Norman L. Letvin et al.: Induction of AIDS-like disease in macaque monkeys with T-cell tropic retrovirus STLV-III. In: Science. Band 230, Nr. 4721, 1985, S. 71–73, doi:10.1126/science.2412295.
3. 1 2 3   Gary J. Nabel, Steven M. Wolinsky und Barton F. Haynes: Norman L. Letvin (1949–2012). In: Science. Band 336, Nr. 6089, 2012, S. 1653, doi:10.1126/science.1225947.
4. ↑  Traueranzeige: Norman L. Letvin. In: Boston Globe vom 31. Mai 2012.
5. ↑  Barton F. Haynes und Sallie Permar: A tribute to Norman L. Letvin (1949–2012). In: Journal of Clinical Investigation. Band 122, Nr. 8, 2012, S. 2709–2710, doi:10.1172/JCI65128, Volltext.
6. ↑  Andrew James McMichael: Norman Letvin 1949–2012. In: Nature Immunology. Band 13, 2012, S. 801, doi:10.1038/ni.2399.
7. ↑  Norman L. Letvin: Animal models for AIDS. In: Immunology Today. Band 11, 1990, S. 322–326, doi:10.1016/0167-5699(90)90127-U.

| Personendaten    | Personendaten                                  |
| ---------------- | ---------------------------------------------- |
| NAME             | Letvin, Norman L.                              |
| ALTERNATIVNAMEN  | Letvin, Norman Lee (vollständiger Name)        |
| KURZBESCHREIBUNG | US-amerikanischer Immunologe und AIDS-Forscher |
| GEBURTSDATUM     | 12. Dezember 1949                              |
| GEBURTSORT       | Detroit, Michigan, Vereinigte Staaten          |
| STERBEDATUM      | 28. Mai 2012                                   |
| STERBEORT        | Boston, Massachusetts, Vereinigte Staaten      |